# アジア太平洋安全保障研究センター
アジア太平洋安全保障研究センター（Asia-Pacific Center for Security Studies: APCSS）は、アメリカ合衆国ハワイ州ホノルルにあるアメリカ国防総省の研究・研修機関。1995年9月4日に設立。アジア太平洋各国との緊密な関係を構築するとともに、同州に司令部が置かれているアメリカインド太平洋軍を支援する目的も持つ。短期・長期の研修プログラムが設置され、各国の軍人や文民が参加する。研修修了者は同窓組織を通じて修了後も密接な関係を維持することが多い。